# 元鸞
元 鸞（げん らん、468年 - 505年）は、北魏の皇族。城陽懐王。字は宣明。

## 経歴
城陽康王拓跋長寿の次男として生まれた。はじめ叔父の章武敬王拓跋太洛の後嗣となったが、兄の拓跋多侯が死去すると、実家に帰って父の城陽王の爵位を嗣いだ。身長は八尺、腰帯は十囲あり、武芸で知られた。まもなく北都大将となった。孝文帝のとき、外都大官に任じられ、持節・都督河西諸軍事・征西大将軍・領護西戎校尉・涼州鎮都大将として出向した。涼州鎮が州に改められると、元鸞は余官はもとのまま涼州刺史・姑臧鎮都大将となった。
後に平城に呼び戻された。493年（太和17年）、孝文帝が南征の軍を起こすと、元鸞は鎮軍将軍を兼ねた。北魏が洛陽に遷都し、孝文帝が鄴に行幸すると、元鸞は洛陽の留守をつとめた。495年（太和19年）、使持節・征南大将軍・都督豫荊郢三州河内山陽東郡諸軍事に任じられ、安南将軍の盧淵や李佐とともに南朝斉の赭陽を攻撃したが、落とすことができず、敗退して帰った。孝文帝が瑕丘に行幸すると、元鸞は敗戦の罪に対する処罰を願い出て行宮におもむいた。孝文帝は元鸞に引見して叱責すると、元鸞を定襄県王に降封した。496年（太和20年）、元鸞は留守の功績により、旧封にもどされた。冠軍将軍・河内郡太守に任じられた。後に并州刺史に転じた。宣武帝の初年、平東将軍・青州刺史に任じられた。後に安北将軍・定州刺史に転じた。
元鸞は仏教を好み、五戒を守り、飲酒や肉食をせず、長年にわたって潔斎を積んでいた。仏寺を建てるために、民衆を率いて土木の労をともにした。信心のために公私にわたって金銭を費やし、労役を動員したので、民衆の患いになった。宣武帝はこのことを聞くと、元鸞の俸禄を奪って罰した。
505年（正始2年）3月25日に死去した。享年は38。鎮北将軍・冀州刺史の位を追贈された。諡は懐王といった。

## 妻子

### 妻
- 乙氏（乙延の娘）
- 范陽盧氏

### 子
- 元顕俊（479年 - 513年）
- 元顕魏（486年 - 525年、字は光都、給事中・司徒掾）
- 元顕恭
- 元旭（? - 554年、字は顕和、孝荘帝のときに徐州刺史・襄城郡王、東魏の武定末年に大司馬、北斉が建国されると爵位を降格された）
- 元徽
- 元虔（字は顕敬、広川県伯）

### 女
- 女（滎陽鄭氏の妻）

## 伝記資料
- 『魏書』巻19下 列伝第7下
- 『北史』巻18 列伝第6
- 魏故使持節城陽懐王元鸞墓誌
- 魏故仮節輔国将軍東豫州刺史元公墓誌（元顕魏墓誌）
- 魏故使持節侍中太保大司馬録尚書事司州牧城陽王墓誌銘（元徽墓誌）